# Ramón Satué (obraz Goi)
Ramón Satué – obraz olejny wykonany przez hiszpańskiego malarza Francisca Goyę (1746–1828).

## Okoliczności powstania
Portret został wykonany przez Goyę w Madrycie, na krótko przed emigracją malarza do Francji. Goya miał wtedy 76 lat. Obraz przedstawia Ramona Satué Allué, który sprawował funkcję sędziego Kastylii i wysokiego urzędnika władz miejskich Madrytu do 1820 roku. Jego wuj jezuita José Duaso y Latre był przyjacielem Goi, który ukrywał malarza w swoim mieszkaniu na początku 1824 roku, w okresie wzmożonych represji przeciwko liberałom. Ramón był także bratankiem Matthiasa Allué, kanonika, który w 1770 zlecił Franciskowi Bayeu wyknonanie fresków w bazylice Nuestra Señora del Pilar w Saragossie, rodzinnym mieście malarza.
Inskrypcja na portrecie Satué głosi: D. Ramon Satue / Alcalde d[e] corte / P.r Goya 1823 (Ramon Satue / Alkad władz miejskich Madrytu / Goya 1823), dlatego za datę powstania uznaje się 1823 rok. Niektórzy krytycy uważają, że ostatnia cyfra daty mogła zostać zmieniona z oryginalnego 0 na 3, a zatem obraz powstał w 1820 roku, kiedy Sauté był jeszcze alkadem. Na tę datę wskazuje także podobieństwo z Portretem Tiburcia Pereza Cuervo wykonanym w 1820 roku. Jednak obraz nie nosi śladów manipulacji, a inskrypcja jest uznawana za oryginalną. Goya chciał zapewne upamiętnić ważne stanowisko, które dawniej piastował Satué. Historyk Viñaza sugerował, że Goya namalował ten portret, kiedy mieszkał w domu wuja Satué. Jednak według badań Sancheza Cantona, malarz przebywał w domu jezuity w okresie od stycznia do maja 1824 roku, a zatem nie było to możliwe.

## Opis obrazu
Satué został przedstawiony w pozycji stojącej. Ma na sobie czarny garnitur domowy oraz czerwoną kamizelkę i białą koszulę swobodnie rozpiętą na piersi. Jego włosy są potargane, a ręce trzyma w kieszeniach – jest to gest wyrażający męskość i pewność siebie. Uzyskana w ten sposób nieformalna, wręcz nonszalancka poza to rodzaj przedstawienia postaci, który Goya stosował malując przyjaciół i najbliższe osoby ze swojego otoczenia. Goya nadał Satué wyraziste, niemal wyzywające spojrzenie skierowane bezpośrednio do widza, które dodaje postaci ekspresji. Ograniczona paleta barw została ożywiona jedynie czerwienią wyglądającej spod marynarki kamizelki. Tło jest szare i jednolite.

## Proweniencja
Obraz należał do madryckiej kolekcji markiza de Heredia. Następnie trafił do Benita Garriga, który sprzedał go w 1890 roku za pośrednictwem domu aukcyjnego Hotel Drouot w Paryżu, za 1500 franków. Obraz został ponownie sprzedany w tym samym domu aukcyjnym w 1902 roku. Nabył go dr Joachim Carvalho, za 9510 franków i przechowywał w swojej posiadłości Château de Villandry, w regionie Indre i Loary we Francji. W 1922 roku obraz został zakupiony przez Rijksmuseum w Amsterdamie.